# Susi Eppenberger
Susi Eppenberger (Herisau, 18 ottobre 1931 – Speicher, 5 novembre 2023) è stata una politica svizzera.

## Biografia
Era figlia di Conrad Carl Egger, architetto, colonnello e Granconsigliere di Appenzello Esterno. Frequentò la scuola cantonale di San Gallo, ottenendo il diploma commerciale nel 1950. Lavorò quale segretaria in uno studio legale e nell'industria. Nel 1954 sposò Willi Eppenberger, veterinario, direttore della clinica veterinaria di Nesslau. Dopo il matrimonio si dedicò alla casa e ai tre figli; dal 1970 al 1988 assunse l'amministrazione della clinica di Nesslau. Nel 1972 fu tra le prime donne a essere elette con il Partito Liberale Radicale al Gran Consiglio sangallese, di cui fece parte fino al 1980. Dal 1979 al 1991 fu la terza Consigliera nazionale sangallese dopo Hanna Sahlfeld e Hanny Thalmann.
Il suo impegno politico si concentrò soprattutto sulla politica estera e sullo sviluppo, ma si interessò anche della protezione degli animali e nel 1987 fu la presidente fondatrice della Fondazione Ricerca 3R. Fu membro di organizzazione femminili e di organizzazioni di donne contadine.